# Alex Anzalone
(en) Statistiques sur pro-football-reference
Alex Anzalone, né le 22 septembre 1994 à Wyomissing en Pennsylvanie, est un joueur américain de football américain évoluant au poste de linebacker dans la National Football League (NFL).

## Biographie

### Jeunesse
Anzalone naît le 22 septembre 1994 à Wyomissing dans l'État de la Pennsylvanie. Il fréquente le lycée de Wyomissing (en). Avec les Spartans ('équipe de football américain du lycée), il réalise une saison parfaite avec un bilan de 16-0 et remporte son premier championnat AA d'État. Anzalone est classé au 34e rang des meilleurs espoirs de sa classe d'âge par 247Sports. Après s'être presque lié avec le Fighting Irish de l'université Notre Dame, il se ravise et opte pour les Gators de la Floride.

### Carrière universitaire
Étudiant à l'université de Floride, il joue avec les Gators de la Floride au football américain de 2013 à 2016.

### Carrière professionnelle

#### Saints de la Nouvelle-Orléans (2017-2020)
Il est sélectionné en 76e choix global lors du 3e tour de la draft 2017 de la NFL par la franchise des Saints de La Nouvelle-Orléans.
Le 2 juin 2017, il signe son contrat rookie d'une durée de 4 ans pour un montant de 3 460 000 $ avec les Saints.

#### Lions de Détroit (depuis 2021)
Le 24 mars 2021, Anzalone signe un contrat avec les Lions. Celui-ci est étendu le 23 mars 2023 pour une période de 3 ans pour un montant de 18 750 000 $.

### Vie privée
Anzalone est de descendance italienne.